# Metaleptobasis selysi
Metaleptobasis selysi là một loài chuồn chuồn kim trong họ Coenagrionidae.
Metaleptobasis selysi được miêu tả khoa học năm 1956 bởi Santos.